# Окна открой!
Окна открой! — петербургский рок-фестиваль, проводившийся ежегодно с 2000 по 2020 годы. Частный продюсерский проект ТКК «Стоп Тайм».

## Формат фестиваля
Участники фестиваля — 30 групп (10 хорошо известных, 10 гостей и 10 победителей отборочных туров). Основной девиз — помощь молодым талантам, найти и показать никому не известных, но интересных музыкантов, предоставление возможности музыкальным коллективам показать себя на большой площадке, предоставив им все необходимые условия. Место проведения фестиваля — Спортивно-концертный комплекс «Петербургский», метро Парк Победы, в 2013 году — берег реки Нева в муниципальном округе Рыбацкое. С 2014 фестиваль проходит на стадионе ЛЭМЗ. Продолжительность фестиваля составляет 12 часов. 
Ежегодно оргкомитет фестиваля «Окна открой!» проводит отборочные туры среди молодых музыкантов и исполнителей. В течение целого года организационный комитет фестиваля прослушивает и отбирает записи самых разнообразных коллективов, после чего протеже организаторов фестиваля и отобранные на прослушиваниях проекты получают возможность принять участие в гала-концерте, в присутствии заслуженных и признанных мастеров рок-сцены.

## Постоянный оргкомитет Фестиваля
- Андрей Тропилло (продюсерский центр «АнТроп», Завод «Кардмедиа») — человек, осуществивший первые записи групп «Кино», «Аквариум», «Алиса» и др.;
- Олег Грабко (музыкальная фирма «Бомба-Питер», издательство «Manchester Files») — крупнейший петербургский рок-издатель;
- Владимир Рекшан — музыкант и лидер группы «Санкт-Петербург», один из учредителей комитета «Гражданское Общество», писатель;
- Олег Гаркуша — музыкант группы «АукцЫон»;
- Евгений Мочулов — музыкант легендарной группы «Россияне», генеральный продюсер проекта, директор ТКК «Стоп Тайм».

## Хедлайнеры
Среди хедлайнеров фестивалей «Окна открой!»: «ДДТ», «Аквариум», «Король и Шут», «Чиж & Co», Вячеслав Бутусов и гр. «Ю-Питер», «АукцЫон», «Телевизор», «Пикник», «Deadушки», «Ва-БанкЪ», «Разные люди», «Пилот», «Торба-на-Круче», «Animal Jazz», «Billy’s Band», Владимир Рекшан и гр. «Санкт-Петербург», «Умка и броневичок», «Gold Blade» и другие.

## Участники
Участниками фестиваля «Окна открой» в разные годы существования фестиваля являлись:

### 1-й фестиваль (2001)
ЧайФ, Гарик Сукачев, Король и Шут, Аквариум, Чиж & Co, Психея, Телевизор, НЭП, 
ВРАГИ. 
Место проведения: м. Крестовский остров, стадион "Автомобилист"

### 2-й фестиваль (2002)
Король и Шут, Чиж & Co, Вячеслав Бутусов и группа Ю-Питер, АукцЫон, Пикник, Tequilajazzz, Кирпичи, Торба-на-Круче, Выход, Народное ополчение, Markscheider Kunst, Разные люди, Василий К, Психея, [jane air]

### 3-й фестиваль (2003)
ДДТ, Пикник, Пилот, Павел Кашин, АукцЫон, Санкт-Петербург, Ю-Питер, Разные люди, Король и Шут, Billy`s Big Band, Чиж & Co, Deadушки, Animal Jazz, Умка и Броневичок, Ва-Банкъ, П.Т.В.П., deГенераторс, Кома, Кенгурру, Народное ополчение, Война Поэтов, Гекльберри Финн, Чеширский ток, Шкала Рихтера, Враги, Воланд, Ник Рок-н-ролл & Трите души.

### 4-й фестиваль (2004)
Король и Шут, Декабрь, Две Саши, Дружки, Эйфория, Маниту, Sпорно, Зверобой, Новая Весна, Шаманада, Кенгурру, Чуфелла Марзуфелла, Август, Мата-Хари, Санкт-Петербург, deГенераторс, Курылёв, Народное ополчение, П.Т.В.П., Башаков и Ступени, Не бойся, Маша, Воланд, Карлик Поп, Billy’s Band, Обморок и мама, АукцЫон, Protozoal, Женя Глюкк, Пикник, С. Г., Разные люди, Кирпичи, Markscheider Kunst, Павел Кашин, Мёртвые Дельфины, Пилот.

### 5-й фестиваль (2005)
Король и Шут, Пилот, АукцЫон, Чиж & Co, Tequilajazzz, Разные люди, МультFильмы, Кукрыниксы, Чистяков Бэнд, Воланд.

### 6-й фестиваль (2006)
Гражданская оборона, Алиса, Ария, deГенераторс, Король и шут, Пикник, Сурганова и оркестр, Декабрь, FAQ, Крематорий,Разные люди.

### 7-й фестиваль (2007)
Алиса, Гражданская оборона, Чиж & Co, Пикник, Разные люди, Декабрь, Психея, П.Т.В.П., ТЕОРИЯ, Тролль гнёт ель, Бригадный подряд, Василий К., Огнелёт.
- Легенды рока: Мифы, Санкт-Петербург, Юрий Ильченко.
- Специальные гости: Rootwater (Польша).

### 8-й фестиваль (2008)
Король и Шут, Пилот, Ива Нова, Харакири, Калинов мост, Пикник, Настя Полева, Кукрыниксы, Бригадный подряд, НЭП, Декабрь, Разные люди, Торба-на-Круче, F.P.G., Странные игры, Револьвер, Электрические партизаны, ТЕОРИЯ,  Тролль гнёт ель, Hatifnats (Польша), Огнелёт, Otto Dix, Скворцы Степанова
- Легенды рока: Святослав Задерий и группа НАТЕ!

### 9-й фестиваль (2009)
Мотороллер, Up Side Down World, СУП*Cultura, Pull-Push, Аероплан, МореКорабли, Marakesh, Info, Supernova, ТЕОРИЯ, Разные люди, Deform, Алиса, Декабрь, Дети Подземелья, Rogi, Сурганова и оркестр, Площадь Восстания, Дышите. Ру, Meantraitors, Скворцы Степанова, Бригадный подряд, Король и Шут, Ангел НеБес, П.Т.В.П., F.P.G., Пилот.

### 10-й фестиваль (2010)
26 июня:
- The Пауки, Двойная сплошная, Декабрь, Мотороллер, Разные люди, Мыши-рокеры с Марса, Кукрыниксы, Зоя, Info, Ночные снайперы, Задвиги Поплавского, Рада и Терновник, Опа Новый год, I.O.W.A., Prodam Bentley, Атлантида, Озоновый слой;
- Олег Гаркуша, Квэкс, Iris, Amatory, Пир во время чумы, R.I.B.B.T.A.P.O.M.N., Deform, А. Тропилло и гр. Зоопарк, Uniquetunes и П.Т.В.П., Silphidae, Ploge, Пикник, ТЕОРИЯ,  Площадь Восстания, Чистяков Бэнд, Ангел НеБес, Король и Шут.

27 июня:
- Чуфелла Марзуфелла, Ensemble Коля, Бригадный подряд, Svoбода, Вася В. и Skafandr, Делирий, Ива Нова, Биг Сур, Крематорий, Близнецы, Seagall, Скворцы Степанова, Ляпис Трубецкой, Доноры мозга,ТЕОРИЯ, Пилот.
- Avenue, БКМСБ, Stigmata, Харакири, SchoolRadio, F.P.G., ВГП, Три Пули, Lumen, Точь-в-точь, МадамЖарли, Братья Карамазовы, ДДТ.

### 11-й фестиваль (2011)
Большая сцена:
- Ария, Animal Jazz, Скворцы Степанова, Площадь Восстания, Шива, Мира, Другой Ветер, Day Off, Tabascojam, Morj, Династия, Ляпис Трубецкой, F.P.G., Август, ТЕОРИЯ, Красные Звезды, Река, Внутри Себя..., Король и Шут, Чистяков Бэнд, Разные люди, Декабрь, Электрические партизаны, Дочки-Матери, Пилот, Бригадный подряд, Ангел НеБес, Кукрыниксы.

Малая сцена:
- Кирилл Комаров, Кардио, Зоя, Leprozorium, Оркестр Пантина, Adpec, Драконы, Ямайский и Островитяне, Павел Ракур, Паровоз до Кубы, Genshir, Делирий, Nomera, Начальник ЖЭКа, Sherunsaway, Михаил Башаков.

### 12-й фестиваль (2013)
23 июня:
- Ляпис Трубецкой, Король и Шут, Ария, Stigmata, Игорь Растеряев, Пилот, Сурганова и оркестр, Разные люди, Ангел НеБес, ТЕОРИЯ, Kawri's Whisper, а также победители отборочных туров и специальные гости.

### 13-й фестиваль (2014)
29 июня:
- Вячеслав Бутусов и Ю-Питер, Пилот, Ария, Сурганова и оркестр, Lumen, Игорь Растеряев, Разные люди, Stigmata, Виктор, Ангел НеБес, Декабрь, Михаил Башаков, Площадь Восстания,Скворцы Степанова, Ха.Мы, Андрей Капров, Состояние Аффекта, Ска'n'ворд, Гильza и другие.

### 14-й фестиваль (2015)
28 июня:
- Пилот, Louna, 25/17, Сурганова и оркестр, Игорь Растеряев, Бригадный Подряд, Animal Jazz, Северный Флот, Разные люди, Ангел НеБес, МПТРИ, Скворцы Степанова, PRAVADA, Гильza, Двойная Сплошная, Площадь Восстания, 9G (группа) и другие.